# جوناس كارني
جوناس كارني (بالإنجليزية: Jonas Carney)‏ هو دراج أمريكي، ولد في 3 فبراير 1971 في ديترويت في الولايات المتحدة.

## وصلات خارجية
- جوناس كارني على موقع أرشيف الدراجات (الإنجليزية)
- جوناس كارني على موقع إحصائيات الدراجات الإحترافية (الإنجليزية)
- جوناس كارني على موقع أوليمبيديا (الإنجليزية)